# Dichiarazione di Berlino sull'accesso aperto alla letteratura scientifica
(Dichiarazione di Berlino  sull'accesso aperto alla letteratura scientifica, obiettivi)
La Dichiarazione di Berlino sull'accesso aperto alla letteratura scientifica è una dichiarazione internazionale sull'accesso aperto alla conoscenza (Open Access).
È stata scritta nel 2003 in una conferenza sull'accesso aperto ospitata a Berlino dalla Società Max Planck.
A novembre 2013 è stata firmata da più di 450 istituzioni scientifiche.
In Italia, nel 2004 la dichiarazione di Berlino è stata seguita dalla dichiarazione di Messina.